# قائمة أعمال أنجلينا جولي
أنجلينا جولي، وهي ممثلة ومخرجة أمريكية. ظهرت لأول مرة على شاشة التلفاز عندما كانت طفلةً في الفيلم الكوميدي «البحث عن الرحيل» (1982)، مع والدها جون فويت. ظهرت في فيلمها التالي بعد أحد عشر عامًا، الفيلم المنخفض التكلفة «سايبورغ 2» (1993)، والذي يُعد فشلًا تجاريًا، ثم قامت ببطولة في سن المراهقة في فيلم التشويق والخيال العلمي (القراصنة) (1995)، والذي أصبح من الأفلام ذات الشعبية الجارفة من قبل الجماهير، على الرغم من فشله في شباك التذاكر (البوكس اوفيس). تحسنت آفاق جولي الوظيفية من خلال دورها بصفة مساعد ممثل في فيلم «جورج والاس» (1997) المُعد لشاشة التلفاز، والذي حصلت بسببه على جائزة غولدن غلوب لأفضل ممثلة مساعدة - مسلسل، أو مسلسل قصير أو فيلم تلفزيوني. حققت نجاحًا كبيرًا في العام التالي في الفيلم التلفزيوني «جيا» (1998) -الذي عُرض على الشبكة التلفزيونية الأمريكية «إتش بي أو»-. فازت بجائزة غولدن غلوب لأفضل ممثلة - مسلسل قصير أو فيلم تلفزيوني، لأدائها دور عارضة الأزياء جيا كارانجي البطولي.
أدت جولي دورها الأول في فيلم «بوشينج تين» (1999)، الذي اعتُبر فشلًا من الناحية النقدية والتجارية؛ ومع ذلك، أظهر فيلمها التالي، «جامع العظام» (1999)، نجاحًا تجاريًا. لعبت جولي في العمل الدرامي «فتاة قوطعت» (1999)، دور مريضة عقلية اجتماعية، وهو الدور الذي فازت بسببه بجائزة الأوسكار لأفضل ممثلة مساعدة. أثبت دور مقابل لنيكولاس كيج في فيلم «رحل في 60 ثانية» (2000) أنه الدور الأعلى دخلًا في تلك المرحلة. حققت جولي شهرة عالمية بدور عالمة الآثار لارا كروفت: تومب رايدر (2001)، وهو فيلم أكشن يستند إلى سلسلة ألعاب فيديو «تومب رايدر». حقق الفيلم أضخم حضور لعرض عطلة نهاية أسبوع بصفته فيلمًا يضم بطلة أكشن، وذلك على الرغم من المراجعات السلبية. أعقب ذلك دورين من الإخفاقات في شباك التذاكر - فيلم الإثارة والتشويق« أوريجينال سين» (2001) وفيلم الكوميديا الرومانسية «حياة أو شيء ما مثلها»(2002). أعادت جولي دور لارا كروفت في الجزء الثاني من «لارا كروفت تومب رايدر: مهد الحياة» (2003).
وضعت جولي صوتها في عام 2004 في فيلم الرسوم المتحركة «إشاعة القرش»، يليه دور قاتلة في الفيلم الكوميدي الناجح تجاريًا الذي مثلته مع الممثل براد بيت «السيد والسيدة سميث» (2005). ثم صورت مع ماريان بيرل الفيلم الدرامي «القلب الكبير» (2007)، ووضعت صوتها في فيلم الأنيميشن «كونغ فو باندا» (2008). أثبت فيلم الأكشن والإثارة «المطلوب» (2008)، الذي لعبت فيه دورًا ثانويًا، نجاحًا تجاريًا. كان ظهورها التالي بدور كريستين كولينز في الفيلم الدرامي «الاستبدال» (2008)، الذي حصلت فيه على جائزة الأوسكار لأفضل ممثلة. أعقب ذلك أدوار رئيسية في اثنين من أفلام الإثارة الأكثر ربحًا لعام 2010 - «سولت» و«السائح». أخرجت أنجيلينا في عام 2011 العمل الدرامي الرومانسي «في أرض الدم والعسل»، والذي صور قصة حب جرت خلال حرب البوسنة والهرسك، وظهرت أيضًا في فيلم الأنيميشن «كونغ فو باندا 2»، الذي مثل أكبر نجاح تجاري لجولي منذ من عام 2014 بالتزامن مع فيلم الخيال السوداوي «ملافسينت» (2014)، الذي حقق أكثر من 758 مليون دولار في جميع أنحاء العالم.

## كممثلة

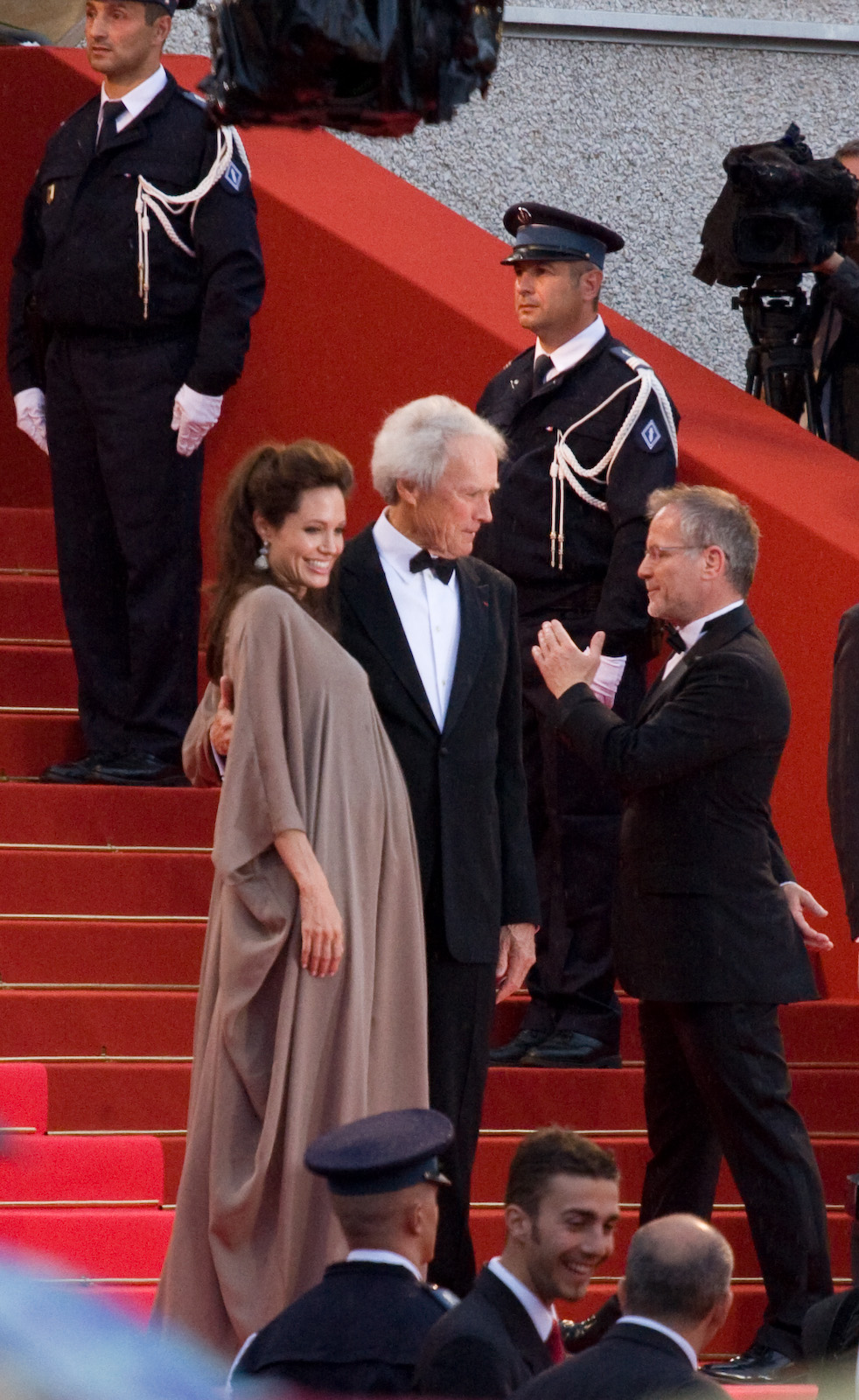
أنجلينا جولي وكلينت ايستوود على السجادة الحمراء في مهرجان كان السينمائي

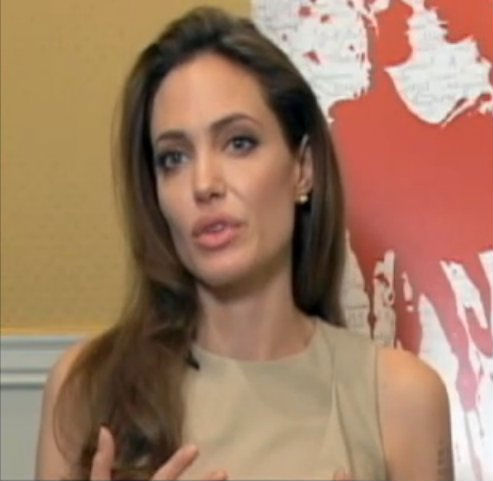
أنجلينا جولي تتحدث لصوت أمريكا عن فيلم في أرض الدم والعسل

| عنوان                             | عام  | دور              | ملاحظة                      |
| --------------------------------- | ---- | ---------------- | --------------------------- |
| Lookin' to Get Out                | 1982 | توش              | ظهرت بأسم أنجلينا جولي فويت |
| سايبورغ 2                         | 1993 | كاسيلا           | فيلم فيديو                  |
| Without Evidence                  | 1995 | جودي             |                             |
| قراصنة                            | 1995 | كيت              |                             |
| Love Is All There Is              | 1996 | جينا             |                             |
| Mojave Moon                       | 1996 | اليانور ريغبي    |                             |
| Foxfire                           | 1996 | مارغريت          |                             |
| True Women                        | 1997 | جورجيا وودز      | فيلم تلفزيوني               |
| George Wallace                    | 1997 | كورنيليا والاس   | فيلم تلفزيوني               |
| Playing God                       | 1997 | كلير             |                             |
| جيا (فيلم)                        | 1998 | غيا              | فيلم عرض على شبكات الكابل   |
| Hell's Kitchen                    | 1998 | غلوريا           |                             |
| اللعب عن ظهر قلب (فيلم)           | 1998 | جون              |                             |
| بوشينج تين                        | 1999 | ماري بيل         |                             |
| جامع العظام (فيلم)                | 1999 | اميليا دوناجي    |                             |
| فتاة توقف (فيلم)                  | 1999 | ليزا رو          |                             |
| رحل في ستين ثانية (فيلم)          | 2000 | سارة ايلاند      |                             |
| لارا كروفت: تومب رايدر            | 2001 | لارا كروفت       |                             |
| أوريجينال ساين                    | 2001 | جوليا راسيل      |                             |
| حياة أو شيء ما مثلها (فيلم)       | 2002 | لينيا كريجان     |                             |
| لارا كروفت تومب رايدر: مهد الحياة | 2003 | لارا كروفت       |                             |
| خارج الحدود                       | 2003 | سارة جوردن       |                             |
| صائد الأحياء (فيلم)               | 2004 | للينا سكوت       |                             |
| إشاعة القرش                       | 2004 | لولا             | دور صوتي                    |
| كابتن السماء وعالم الغد           | 2004 | فرانكي           |                             |
| الإسكندر (فيلم)                   | 2004 | أوليمبياس        |                             |
| السيد والسيدة سميث (فيلم)         | 2005 | جين سميث         |                             |
| الراعي الصالح                     | 2006 | مارغريت راسيل    |                             |
| القلب الكبير (فيلم)               | 2007 | ماريان بيرل      |                             |
| بياولف (فيلم)                     | 2007 | والدة جريندل     |                             |
| كونغ فو باندا                     | 2008 | سيد النمرة       | دور صوتي                    |
| وانتد (فيلم)                      | 2008 | فوكس             |                             |
| استبدال (فيلم 2008)               | 2008 | كريستين كولينز   |                             |
| سولت (فيلم)                       | 2010 | إيفلين سولت      |                             |
| السائح (فيلم)                     | 2010 | إليز كليفتون ورد |                             |
| كونغ فو باندا 2                   | 2011 | سيد النمرة       | دور صوتي                    |
| ملافسينت (فيلم)                   | 2014 | ملافسينت         |                             |
| بجوار البحر                       | 2015 | فانيسا           | مخرجة وكاتبة                |
| كونغ فو باندا 3                   | 2015 | سيد النمرة       | دور صوتي                    |
| ملافيسنت2 (فيلم)                  | 2019 | ملافيسنت         |                             |

 - افلام لم تصدر بعد

## كمخرجة
| عنوان              | عام  | ملاحظة                        |
| ------------------ | ---- | ----------------------------- |
| في أرض الدم والعسل | 2011 | وايضا شاركت بالكتابة والانتاج |
| غير مكسور          | 2014 | منتجة                         |
| بجوار البحر        | 2015 | كاتبة وممثلة                  |

 - أفلام لم تصدر بعد